# Natura 2000-område nr. 148 Køge Å
Natura 2000-område nr. 148 Køge Å  er et Natura 2000-område der består af habitatområde H131 og  har et areal på 60 hektar. Det ligger  i Køge Kommune og består hovedsagelig af Køge Å og en del af de lave enge, der ligger ned til åen. 
Området er primært udpeget for at beskytte selve vandløbet som levested for planter og dyr, herunder fisken pigsmerling, som er fundet flere steder i åen men vurderes at være forholdsvis talrig.

## Områdebeskrivelse
Køge Å, begynder 15 km vest for Køge og  løber  gennem byen til havnen, hvor den løber ud i Køge Bugt. Åens øvre og midterste del er stort set reguleret, mens det nedre forløb har et naturligt åleje der følger en smal øst-vest-gående tunneldal med åse på begge sider.  Åen løber gennem et meget varieret landskab, fra intensivt dyrket landbrugsland, gennem  lave fugtige enge og  skove, for til sidst at løbe gennem Køge by.
Natura 2000-området ligger    i Vandområdedistrikt II Sjælland  i vandplanoplandene Vandplan 2.4 Køge Bugt.

## Fredninger
Køge Å løber gennem, eller langs med flere naturfredninger; Den er en del af den 400 hektar store fredning ved Gammel Køgegård, går gennem fredningen ved Gammel Lellingegård og kirke (ca. 72 ha.), den går på en kort strækning langs den mod nord liggende fredning af Vittenbjerg Ås (ca. 65 ha.)  samt et par mindre fredninger for at beskytte træer ved Spanager.

## Eksterne kilder og henvisninger
1. ↑  Vandplan 2009-2015 Køge Bugt Arkiveret 12. august 2018 hos  Wayback Machine på mst.dk
2. ↑  Basisanalyse for Vandområdeplaner 2015 - 2021 på miljoegis.mim.dk
3. ↑  Om fredningen  ved Gammel Køgegård på fredninger.dk
4. ↑  Gammel Lellingegård og kirke på fredninger.dk
5. ↑  Vittenbjerg Ås på fredninger.dk
6. ↑  Spanager på fredninger.dk

- Kort over området på miljoegis.mim.dk
- Naturplanen Arkiveret 13. februar 2021 hos  Wayback Machine
- Basisanalysen 2016-21 Arkiveret 21. april 2021 hos  Wayback Machine